# Вазописець Брига

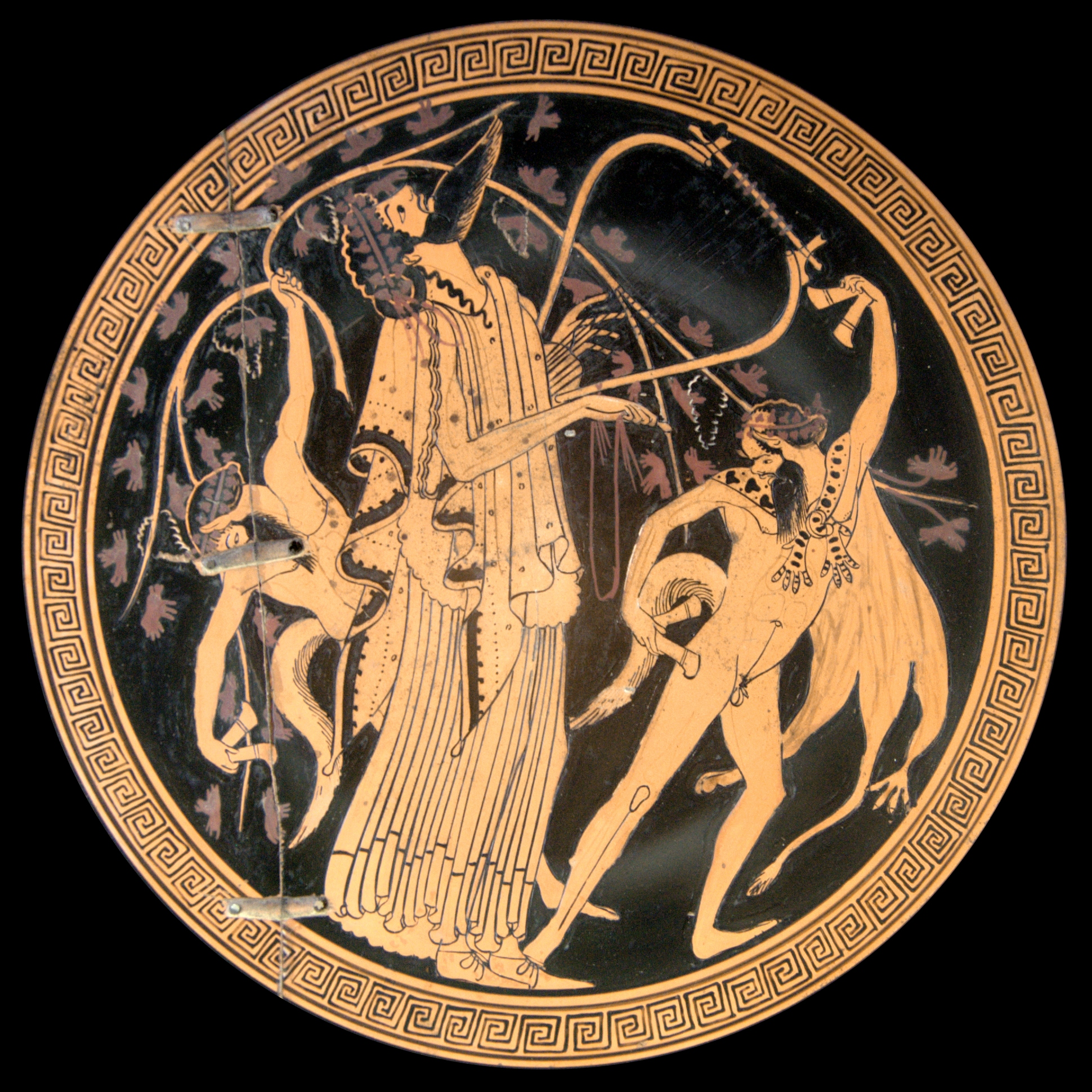
Діоніс і Сатир, тондо кілікса, бл. 480 до нашої ери. Париж, Кабінет медалей.

Вазописець Брига (англ. Brygos Painter) — давньогрецький аттичний червонофігурний вазописець пізньо-архаїчного періоду. Разом з Онесімом, Дурісом та Макроном, є одним із найвидатніших вазописців свого часу. Він працював у першій третині п'ятого століття до нашої ери, особливо у 480 і 470. Він був плідним художником, якому приписується понад двісті ваз.
Умовна назва художника йде від імені гончара Брига, який відомий за підписами. Художник Бриг мабуть, розмалював більшість чаш роботи гончара Брига. Точно невідомо, кому з них насправді належить підпис і чи не були вони насправді однією людиною, але традиційно їх вважають окремими людьми.
Бриг був одним з найпродуктивніших художників свого покоління. Крім чаш, він також розписував інші форми ваз, такі як скіфоси, канфари, ритони, калафи і ряд лекіфів. Переважна більшість з його робіт були чаші типу В і С. Останні часто виконуються без меандру. Поряд із червонофігурними роботами Бриг, створив декілька ваз у стилі розпису по білому тлі.

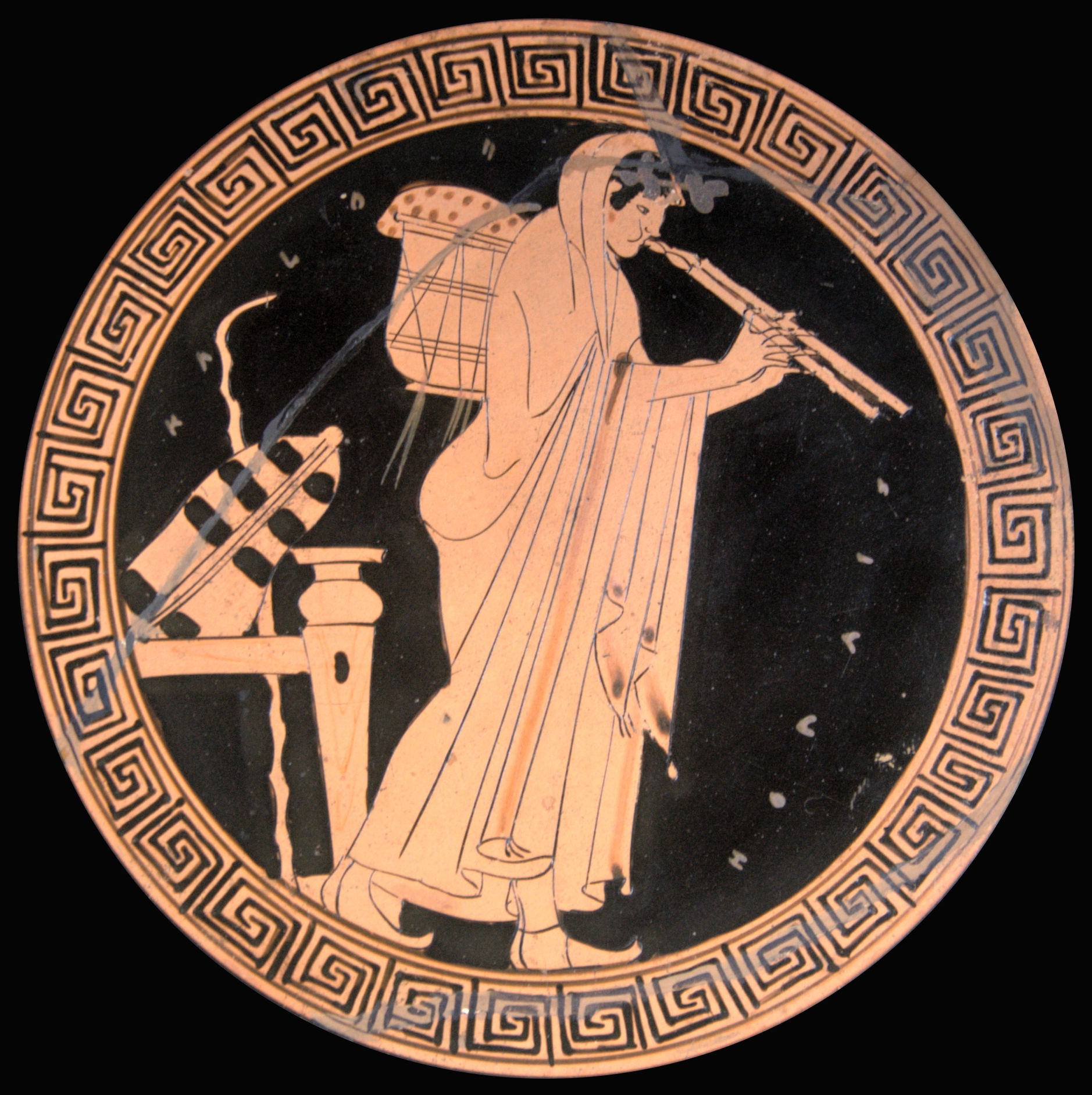
Гравець на авлосі, кілікс, близько 490 до нашої ери. Париж, Лувр .
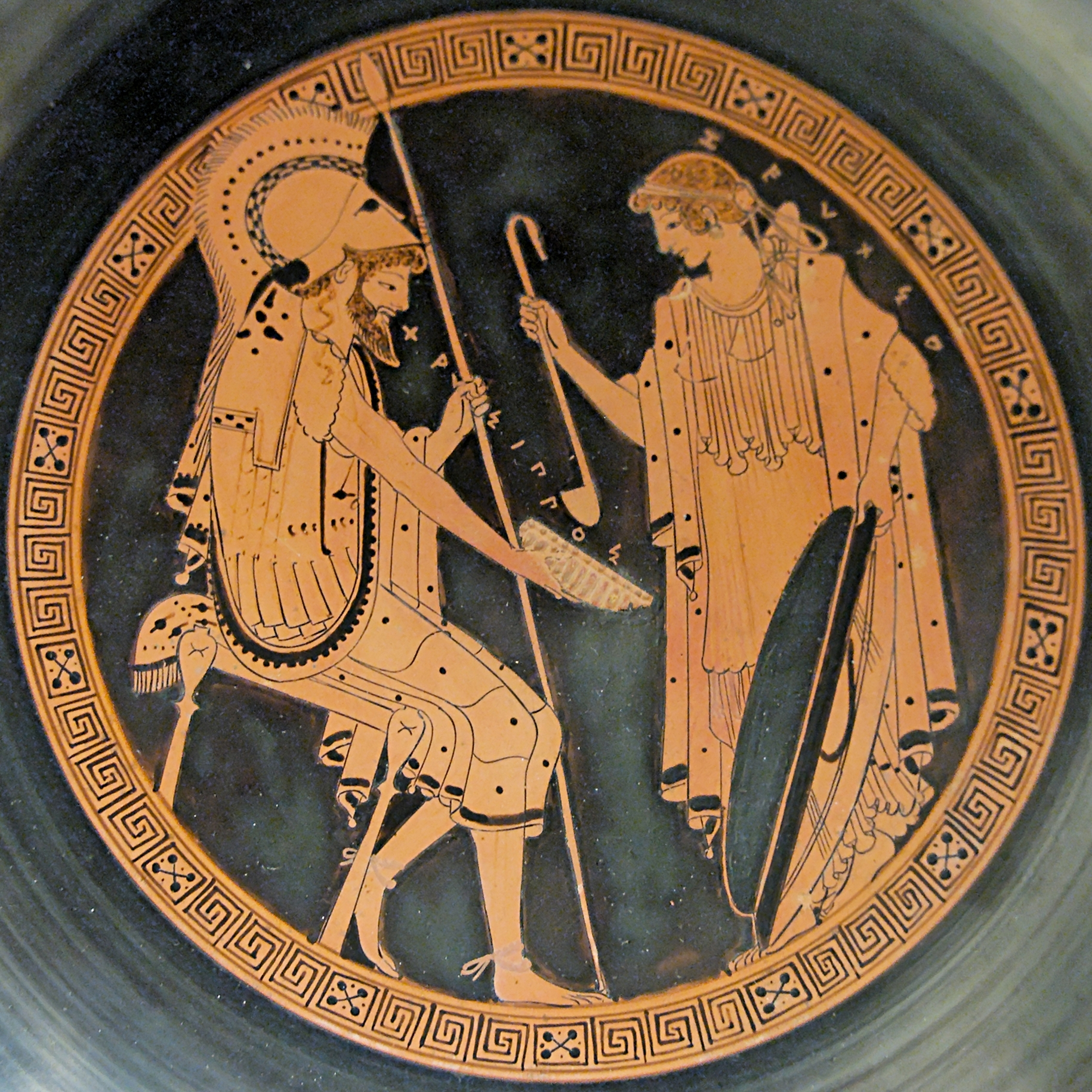
Зеуксо та Хрісіпп, кілікс, близько 490/80 р. до н. е., Лондон, Британський музей.
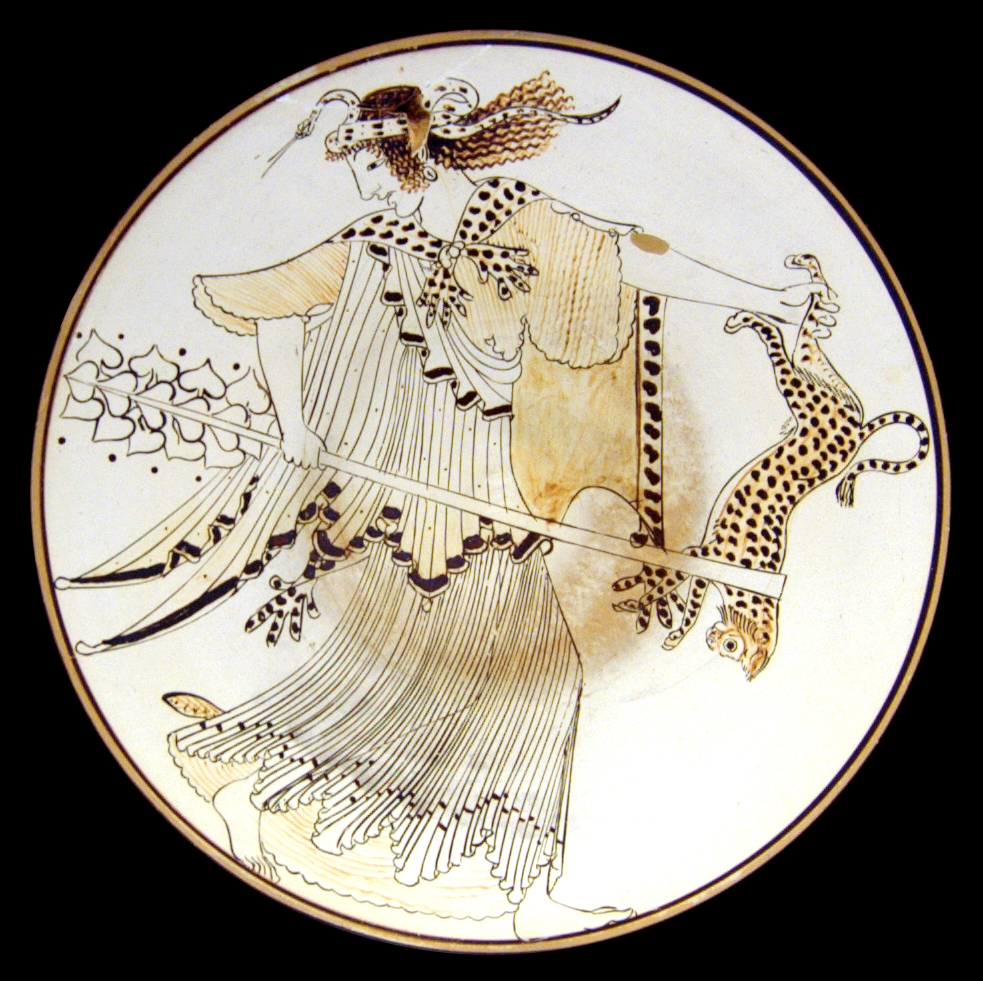
Тондо кілікса: Розлючена Менада тримає жезл Діоніса в правій руці, а лівою рукою — пантеру. Шипляча змія огортає її голову наче вінець. Мюнхен, Державне античне зібрання.